# Invasiones húngaras de Europa
Las invasiones húngaras de Europa (en húngaro: kalandozások, en alemán: Ungarneinfälle) tuvieron lugar en los siglos IX y X, en el período de transición en la historia de Europa en la Alta Edad Media cuando el territorio del antiguo Imperio carolingio se vio amenazado por la invasión de múltiples fuerzas hostiles, los magiares (húngaros) desde el este, la expansión vikinga desde el norte y los árabes desde el sur.
Los magiares tuvieron éxito a fines del siglo IX en la conquista de la cuenca de los Cárpatos (correspondiente al posterior Reino de Hungría) y lanzaron una serie de incursiones de saqueo tanto hacia el oeste, en la antigua Francia, como hacia el sur en el Imperio bizantino. Las incursiones hacia el oeste se detuvieron solo con la derrota magiar de la batalla de Lechfeld de 955, que condujo a un nuevo orden político en Europa occidental centrado en el Sacro Imperio Romano Germánico. Las incursiones en los territorios bizantinos continuaron durante todo el siglo X, hasta la cristianización final de los magiares y el establecimiento del Reino cristiano de Hungría en 1000 o 1001.

## Historia

### Antes de la conquista de Hungría (sigloIX)

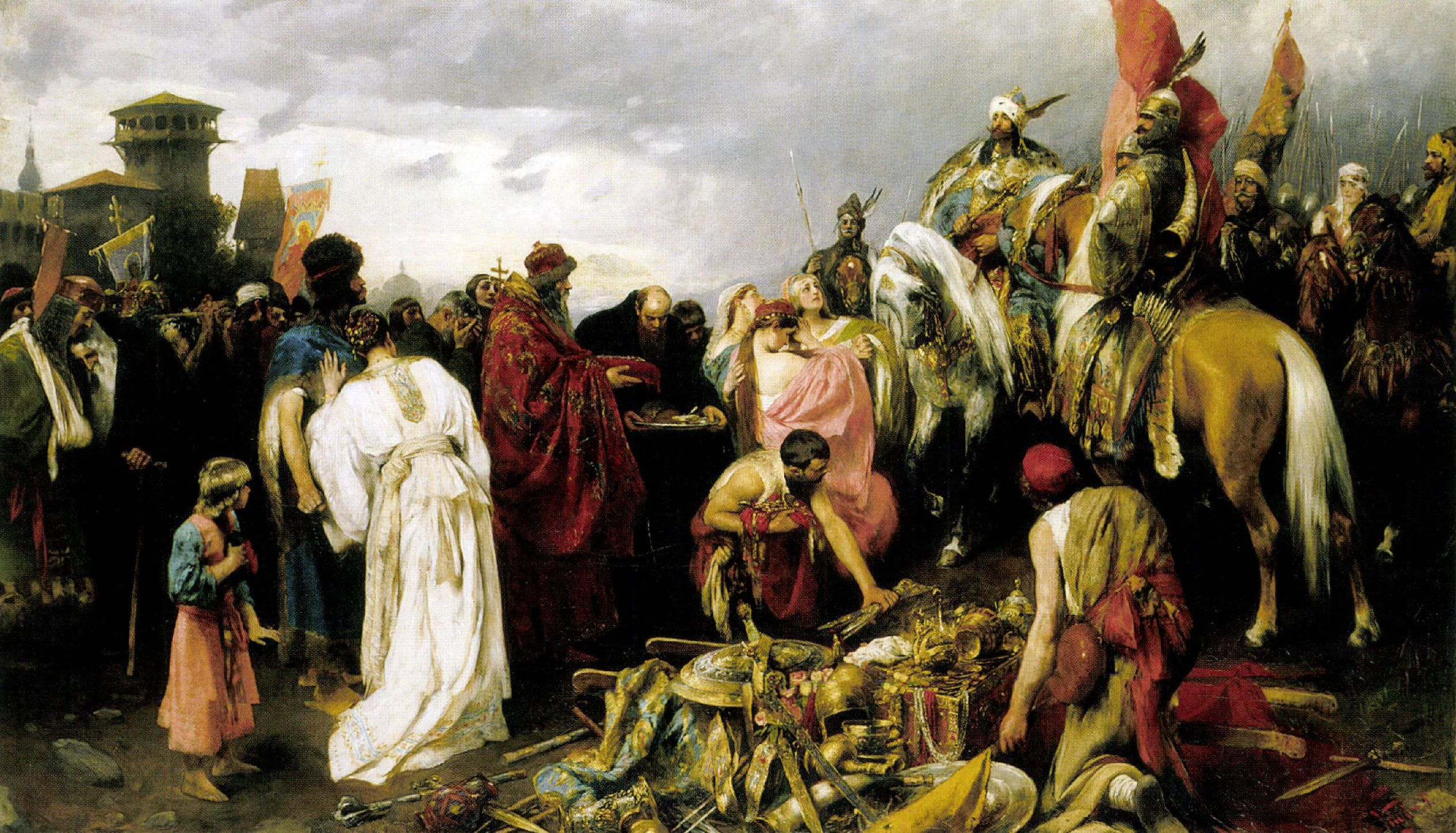
Los húngaros en Kiev (Pál Vágó, 1896-1899)

La primera supuesta referencia a los húngaros en guerra es en el siglo IX: en 811, los húngaros (magiares) se aliaron con Krum de Bulgaria contra el emperador Nicéforo I posiblemente en la batalla de Pliska en las montañas de Haemus (montañas de los Balcanes). El trabajo de Georgius Monachus menciona que alrededor de 837 el Imperio búlgaro buscó una alianza con los húngaros. Constantino Porfirogéneta escribió en su obra De Administrando Imperio [Sobre la administración del Imperio] que el khagan y el Bek de los jázaros le pidieron al emperador Teophilos tener la fortaleza de Sarkel que construyó para ellos. Se cree que este registro se refiere a los húngaros sobre la base de que la nueva fortaleza debe haberse vuelto necesaria debido a la aparición de un nuevo enemigo de los jázaros, y ningún otro pueblo podría haber sido enemigo de los jázaros en ese momento. En el siglo X, Ahmad ibn Rustah escribió que «antes, los jázaros se atrincheraron contra los ataques de los magiares y otros pueblos».
En 860-861, los soldados húngaros atacaron el convoy de san Cirilo, pero se dice que el encuentro terminó pacíficamente. San Cirilo estaba viajando al Khagan en (o cerca) Chersonesos Taurica, que había sido capturada por los jázaros. Los geógrafos musulmanes registraron que los magiares atacaban regularmente a las tribus vecinas eslavos orientales y tomaban cautivos para venderlos al Imperio bizantino en Kerch. Hay alguna información sobre las incursiones húngaras en el Imperio carolingio oriental en 862.

En 881, los húngaros y los kabars invadieron Francia Oriental y libraron dos batallas, la primera (Ungari) en Wenia (probablemente Viena) y la última (Cowari) en Culmite (posiblemente Kulmberg o Kollmitz en Austria). En 892, según los Annales Fuldenses, el rey Arnulfo de Francia Oriental, para asegurar las fronteras orientales del Imperio franco, invadió la Gran Moravia y los magiares comandadas por el príncipe Kurszán se unieron a sus tropas. Arnulfo les concedió todas las tierras capturadas en Moravia.
Después de 893, las tropas magiares fueron transportadas a través del Danubio por la flota bizantina y derrotaron a los búlgaros en tres batallas (en el Danubio, Silistra y Preslav). En 894, los magiares invadieron Panonia en alianza con el rey Svatopluk I de Moravia.
Alrededor de 896, probablemente bajo el liderazgo de Árpád, los húngaros (magiares) cruzaron los Cárpatos y entraron en la cuenca panónica (aproximadamente, las llanuras de Hungría).

### Después de la conquista de Hungría (sigloX)

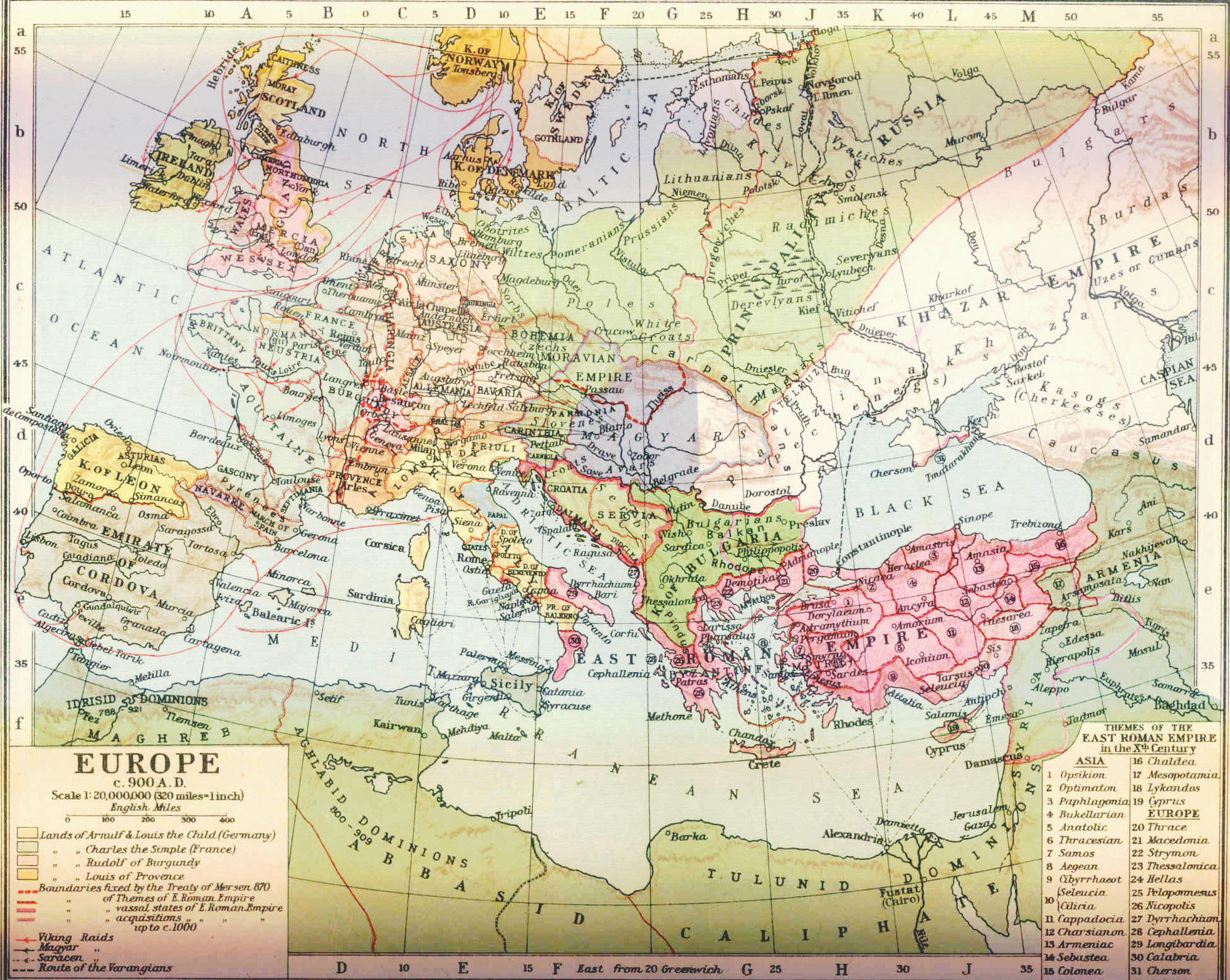
Europa alrededor de 900

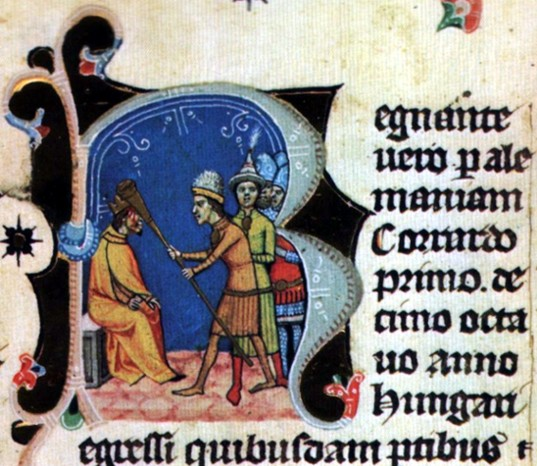
Lehel golpeando con su cuerno de batalla a Conrado. Miniatura de la Crónica Ilustrada húngara.

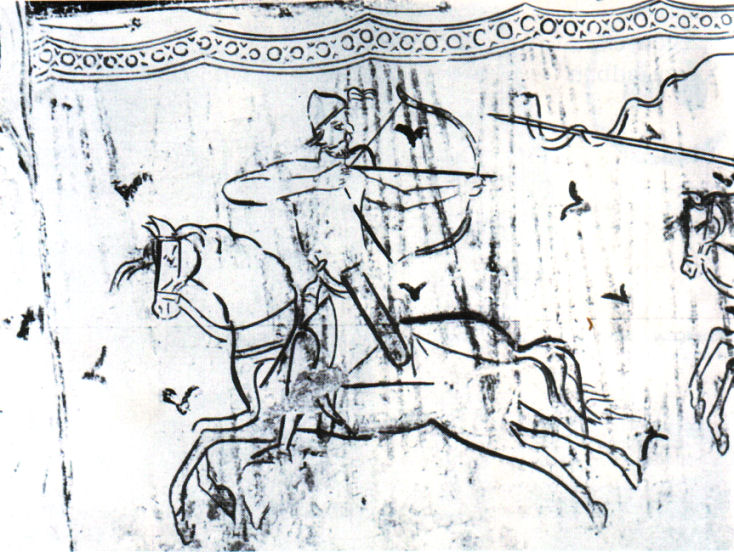
Fresco sobre un guerrero húngaro (Italia)

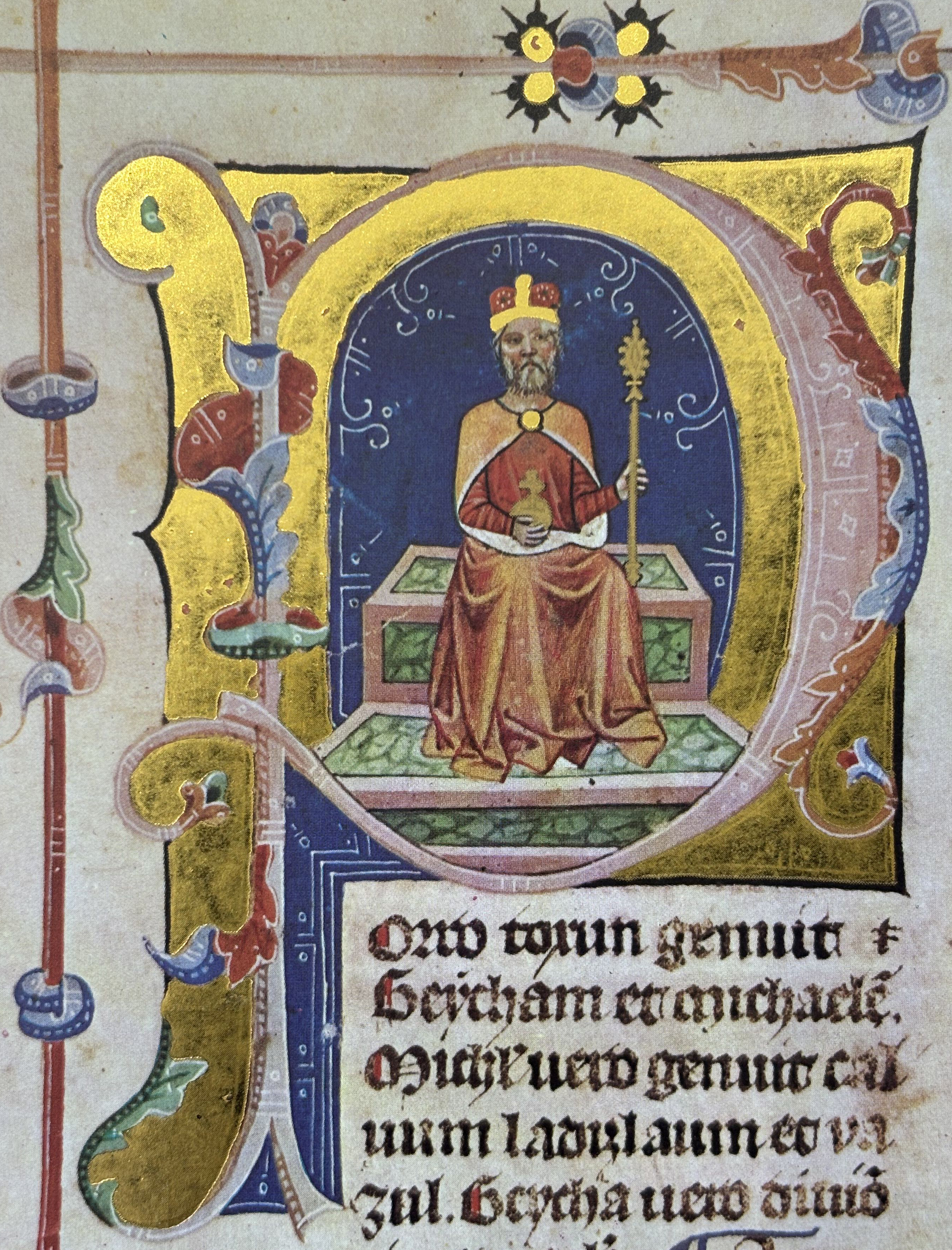
El príncipe Géza. Miniatura de la Crónica Ilustrada húngara.

Los húngaros resultaron una suerte de pesadilla para el Sacro Imperio Romano Germánico y otros Estados medievales, que no se habían enfrentado a enemigos nómadas similares desde los tiempos de los hunos. Muchos duques y reyes menores de las regiones germánicas e itálicas limítrofes comenzaron a contratar a las tropas húngaras para emplearlos contra sus enemigos respectivos. En esas incursiones en reinos y ducados, los húngaros llevaron a cabo incontables saqueos e incendios de las aldeas que hallaban a su paso; se les temía especialmente por la precisión de sus arcos.
En 899, esos magiares derrotaron al ejército de Berengario en la batalla del río Brenta e invadieron las regiones del norte de Italia. Saquearon el campo alrededor de Treviso, Vicenza, Verona, Brescia, Bergamo y Milán. También derrotaron a Braslav, duque de la Baja Panonia. En 901, atacaron nuevamente Italia. En 902, lideraron una campaña contra el norte de Moravia y derrotaron a los moravos, cuyo país fue aniquilado. Casi todos los años después del año 900 llevaron a cabo redadas contra el occidente católico y el oriente bizantino.
En el verano del 904, los húngaros ya habían causado estragos en territorio germánico, y el rey Luis IV el Niño convocó a varios jefes húngaros, entre ellos a Kurszán, para negociar la paz. Después de que arribasen a su campamento junto al río Fischa, el rey germánico los asesinó a todos.
La muerte de Kurszán, que se cree que ostentaba el título de kende, puso fin a la autoridad dual en el principado húngaro; el mando único del principado pasó a manos del gyula de nombre Árpad. Después de esto, en el 905, los húngaros invadieron Lombardía y, tras causar estragos en la región, firmaron una amicitia con el rey Berengario de Friuli y pasaron quince años sin que las tropas húngaras entraran en Italia.
Los magiares derrotaron a no menos de tres grandes ejércitos imperiales francos entre 907 y 910. En 907 el rey Luis IV el Niño, temiendo nuevamente más invasiones húngaras y anhelando expulsarlos de los territorios moravos, mandó un ejército germánico hacia su territorio, aunque fue vencido por las tropas del gran príncipe Árpad en la conocida como batalla de Bratislava, cerca de Brezalauspurc. La victoria permitió fijar las fronteras del principado húngaro en el río Enns. No solo defendieron con éxito Hungría, sino que dejaron la Gran Moravia, Germania, Francia e Italia abiertas a sus incursiones.
Meses después, el 3 de agosto de 908, los húngaros salieron nuevamente victoriosos en la batalla de Eisenach, en Turingia. Egino, duque de Turingia fue asesinado, junto con Burcardo, duque de Turingia y Rodolfo I, obispo de Würzburg. Los magiares derrotaron una vez más al ejército imperial franco unido de Luis el Niño en la primera batalla de Lechfeld en 910.
Después de este triunfo, los ejércitos húngaros continuaron actuando: en 911, invadieron Burgundia y la saquearon; en 915, unidades más pequeñas sitiaron infructuosamente la ciudad alemana de Fulda y penetraron hasta Bremen, que incendiaron. En 919, después de la muerte de Conrado I de Alemania, los magiares asaltaron Sajonia, Lotaringia y Francia Occidental y derrotaron a las fuerzas del emperador germánico Enrique I el Pajarero en la batalla de Puchen y le obligaron a pagarles tributo durante los siguientes diez años.
En 921, derrotaron a los enemigos del rey Berengario en Verona y llegaron a Apulia en 922. Entre 917 y 925, los magiares asaltaron Basilea, Alsacia, Borgoña, Provenza y los Pirineos. Alrededor de 925, según la Crónica del sacerdote de Dioclea de finales del siglo XII, Tomislav de Croacia derrotó a los magiares en batalla, sin embargo, otros cuestionan la fiabilidad de ese relato, porque no hay pruebas de tal interpretación en otros registros.
En 926, devastaron Suabia y Alsacia, sitiaron y quemaron la fortaleza de San Galo, salvo el monasterio., e hicieron campaña a través del actual Luxemburgo y llegaron hasta el océano Atlántico. En 927, Pedro, hermano del papa Juan X, llamó a los magiares a gobernar Italia. Marcharon hacia Roma e impusieron grandes pagos de tributos a Toscana y Tarento.
En 932 el emperador Enrique el Pajarero se negó a prorrogar el tributo acordado y un año más tarde un considerable ejército magyar apareció en Sajonia, siendo derrotado por los ejércitos imperiales en la batalla de Riade (o Merseburgo) en 933. En el año 934, las tropas húngaras llegaron a Constantinopla y exigieron un impuesto al emperador que, acuciado, aceptó pagarlo a cambio de nueve años de paz.
Los ataques magiares continuaron contra la Alta Burgundia (en 935) y contra Sajonia (en 936). En 937, incursionaron en Francia hasta el oeste hasta Reims, Lotaringia, Suabia, Franconia, el ducado de Borgoña e Italia hasta Otranto en el sur. Atacaron Bulgaria y el Imperio bizantino, alcanzando las murallas de Constantinopla. Los bizantinos les pagaron un "impuesto" durante 15 años. En 938, los magiares atacaron repetidamente Sajonia. En 940, devastaron la región de Roma.
Por otro lado, contingentes húngaros se encaminaron hacia la península ibérica y alcanzaron Al-Ándalus en el 942, en la zona de Cataluña, [18], según la obra de Ibn Hayyan.; sitiaron sin éxito las ciudades del soberano musulmán Abderramán III, entre ellas Lérida. La falta de armas de asedio y de víveres les hicieron retirarse y volver a sus dominios en Panonia. Posteriormente, en el 943, volvieron a territorio bizantino; exigieron renovados tributos al nuevo emperador a cambio de concederle otros cinco años de paz.
Los húngaros paganos estaban organizados en un sistema de tribus dentro de una federación encabezada por el Gran Príncipe. A mediados del siglo X este poder central comenzó a debilitarse; los jefes de las tribus gozaron de mayor independencia y organizaron campañas por su cuenta, sin coordinación con los demás. Por otra parte, en 950 el jefe tribal Gyula de Transilvania viajó a Constantinopla y, como hecho relevante e inédito, se hizo bautizar según el rito oriental ortodoxo, adoptando la fe cristiana y recibiendo el título de patricio. Gyula y el emperador Constantino VII se hicieron amigos íntimos, y cuando regresó a sus dominios, el jefe húngaro se llevó consigo a un obispo griego, Hierotheos, quien comenzó el proceso de evangelización de su corte. Si bien este fue el primer intento de cristianizar a los húngaros, habrá que esperar medio siglo más para que el rey san Esteban I de Hungría, nieto de Gyula, completase esta labor, aunque en la fe católica.
En 947, Bulcsú, un cacique de Taksony, dirigió una incursión en Italia hasta Apulia, y el rey Berengario II de Italia tuvo que comprar la paz pagándole una gran cantidad de dinero a él ya sus seguidores. En 947, Falicsi, el nieto de Árpad, subió al trono del principado húngaro y reinó hasta 955, cuando Taksony, también nieto de Árpad, se hizo con el poder después de la derrota que sufrieron los húngaros ese año. El rey alemán Otón I (futuro emperador) infligió a los húngaros una devastadora derrota en la batalla de Lechfeld (al sur de Augsburgo) en el 955, en la que perdieron aproximadamente 5000 guerreros y finalmente frenó su expansión hacia occidente. Durante la batalla fueron capturados Lehel, Bulcsú y Sur, tres de los caudillos húngaros a los que posteriormente mandó ahorcar Enrique I, duque de Baviera. Una leyenda quiere que al ser llevados ante su captor, probablemente Conrado de Lorena, Lehel le asestó un golpe mortal en la cabeza con su cuerno de batalla. Desde luego, esta leyenda ha resultado ser solo un «consuelo» elaborado para compensar levemente el desánimo de los húngaros ante tal descalabro, que marcó el comienzo del establecimiento definitivo de los magiares en la cuenca carpática.
Después de la derrota en occidente, los húngaros continuaron sus incursiones en oriente, arribando a las fronteras del Imperio bizantino y exigiéndole un tributo al emperador. Según la tradición, en el 960 las tropas húngaras de Apor llegaron a Constantinopla y para evitar un gran derramamiento de sangre, organizaron un duelo entre el mejor soldado de cada bando. Por los bizantinos luchó un gigante griego, y por los húngaros, el jefe Botond, de constitución más bien menuda. Al parecer el húngaro venció al gigante y los bizantinos pagaron impuestos durante un corto tiempo.
Los descendientes de Árpad se convertirían en la casa reinante de los magiares durante el siglo XI y XII. Zolta, el hijo de Árpad, engendraría a Taksony, padre del gran príncipe (en húngaro: nagyfejedelem) Géza. El príncipe Géza apreció las ventajas de pertenecer al mundo cristiano europeo medieval, así que lentamente comenzó a aceptar la llegada de misioneros al principado, tras haberse reunido en Quedlinburg en el mismo año de su advenimiento al trono (973) con Otón I, emperador del Sacro Imperio Romano Germánico para firmar la paz. Posteriormente se bautizó y tomó como esposa a Sarolta, hija del príncipe húngaro de Transilvania, quienes pertenecían a la religión cristiana ortodoxa. Géza también hizo bautizar a su hijo Vajk, quien adoptó el nombre de Esteban y más tarde subiría el trono húngaro como Esteban I de Hungría.
Según las fuentes contemporáneas, los investigadores cuentan 45 (según Nagy Kálmán) o 47 (según Szabados György) incursiones en diferentes partes de Europa. De estas campañas solo 8 (17,5 %) no tuvieron éxito (901, 913, 933, 943, 948, 951, 955, 970) y 37 terminaron con éxito (82,5 %).

## Tácticas

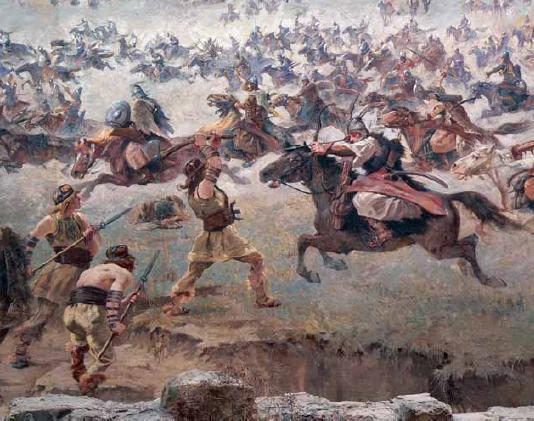
Guerreros húngaros (óleo sobre lienzo)

Su ejército tenía principalmente caballería ligera y era muy móvil. Atacando sin previo aviso, saqueaban rápidamente el campo y partían antes de que se pudiera organizar cualquier fuerza defensiva. Si se veían obligados a luchar, hostigaban a sus enemigos con flechas, luego se retiraban repentinamente, tentando a sus oponentes a romper filas y perseguirlos, después de lo cual los húngaros se volvían para luchar contra ellos individualmente. Esta táctica se conoce formalmente como retirada fingida.

## Repercusiones
Los húngaros fueron los últimos invasores que establecieron una presencia permanente en Europa Central. El historiador Paul K. Davis escribe, «la derrota de los magiares [en la Batalla de Lechfeld] terminó con más de 90 años de saqueo de Europa occidental y convenció a los sobrevivientes de establecerse, creando la base para el estado de Hungría». En los siglos siguientes, los húngaros adoptaron formas de organización militar feudal de Europa occidental, incluido el uso predominante de caballería fuertemente protegida con armaduras.

## Cronología de las invasiones húngaras
| Año     | Fecha | Descripción | Mapa campañas húngaras | Etapa                           |
| ------- | --- | --- | ---------------------- | ------------------------------- |
| 839     | | Los húngaros, que entonces vivían al este de los Cárpatos, en Etelköz, luchan en el Bajo Danubio a petición del Primer Imperio Búlgaro contra los insurgentes bizantinos. |                        | Antes de la conquista húngara   |
| 861     | | San Cirilo es atacado en Crimea por los húngaros «gritando como lobos», pero al verlo rezar, se volvieron pacíficos. |                        | Antes de la conquista húngara   |
| 862     | | Primera incursión de los húngaros en la cuenca de los Cárpatos a petición de Rastislav de Moravia contra Francia Oriental. |                        | Antes de la conquista húngara   |
| c. 870  | | al-Djayhani y Ahmad ibn Rustah escriben que las tribus húngaras atacan a los eslavos y a los rusos que viven cerca de sus fronteras, los derrotan continuamente, obligándolos a pagar tributos, y conducen a muchos de ellos a Kerch en Crimea, vendiéndolos a los bizantinos como esclavos. |                        | Antes de la conquista húngara   |
| 881     | | Las tropas húngaras, ayudando a los moravos, libran dos batallas contra los germanos. |                        | Antes de la conquista húngara   |
| 882     | | El "rey" húngaro se reúne con los santos Cirilo y Metodio en el Bajo Danubio para discutir. |                        | Antes de la conquista húngara   |
| 892-893 | | Las tropas húngaras comandadas por Kurszán atacan, en alianza con el rey de Francia Oriental Arnulfo de Carintia, la Gran Moravia para asegurar las fronteras orientales del Imperio franco. Arnulfo le concedió todas las tierras capturadas en Moravia. |                        | Antes de la conquista húngara   |
| 894     | | En alianza con Svatopluk I de Moravia, los húngaros atacan la provincia de Panonia de Francia Oriental. Svatopluk muere durante esta guerra. |                        | Antes de la conquista húngara   |
| 894     | Los búlgaros, liderados por Simeón I de Bulgaria, atacan a los bizantinos, que piden ayuda húngara. Un ejército húngaro, dirigido por Liüntika, derrota al ejército búlgaro en tres batallas (en el Danubio, Silistra y Preslav), y fuerza a Simeon a retirarse a Silistra.                                                                    | |                        | Antes de la conquista húngara   |
| 895     | | Simeón se alía con los pechenegos y ataca en alianza con ellos a los húngaros, obligándolos a retirarse hacia el oeste y a entrar en la cuenca de los Cárpatos. Los húngaros conquistan las partes orientales de la cuenca de los Cárpatos (hasta el río Danubio). Aquí los húngaros derrotan a los búlgaros en el sur de Transilvania y en Tiszántúl, y acaban con su poder en la cuenca de los Cárpatos, comenzando con ello la conquista húngara de la cuenca de los Cárpatos.                                                                                                  |                        | Antes de la conquista húngara   |
| 899     | | Las tropas húngaras atacan el reino de Italia y el 24 de septiembre derrotan, en la batalla de Brenta al ejército de Berengario I de Italia, queman Módena y atacan Venecia. Berengario acepta pagarles tributo. |                        | Después de la conquista húngara |
| 900     | | Las unidades del ejército húngaro conquistan Panonia, después de que se rechazara su propuesta de alianza con los francos orientales. Este fue otro paso en la conquista húngara. |                        | Después de la conquista húngara |
| 901     | | Ataque húngaro a Carintia y al norte de Italia. |                        | Después de la conquista húngara |
| 901     | 11 o 18 de abril | El ejército magiar desde Carintia es derrotado por el margrave Ratold en Laibach. |                        | Después de la conquista húngara |
| 902     | | Los húngaros conquistan las partes orientales de la Gran Moravia, terminando con esto la conquista húngara de la cuenca de los Cárpatos, mientras que los eslavos del oeste y norte de esa región, comienzan a rendirles tributo. |                        | Después de la conquista húngara |
| 903     | | Una unidad húngara que incursiona en Baviera es derrotada cerca del río Fischa. |                        | Después de la conquista húngara |
| 904     | | El líder político y militar húngaro Kurszán (kende, gyula o horka) es invitado a una fiesta y luego asesinado por los bávaros. |                        | Después de la conquista húngara |
| 904     | principios del verano | Las tropas húngaras van a Lombardía. |                        | Después de la conquista húngara |
| 905     | | El rey Berengario de Italia hace alianza con los húngaros contra su enemigo, Luis de Provenza, quien se autodeclaró emperador de Italia. |                        | Después de la conquista húngara |
| 905     | principios del verano | Los magiares derrotan a Luis de Provenza, quien luego es cegado por Berengario. |                        | Después de la conquista húngara |
| 906     | | Dos ejércitos húngaros devastan, uno tras otro, el Ducado de Sajonia. Los magiares fueron invitados por la tribu eslava de los dalamancianos, amenazada por los ataques sajones. |                        | Después de la conquista húngara |
| 907     | 4-6 de julio | un ejército de Francia oriental dirigido por Luitpoldo, margrave de Baviera, que entró en territorio húngaro para expulsar a los húngaros de la cuenca de los Cárpatos, es aniquilado por el ejército húngaro en la batalla de Pressburgo. Luitpoldo, Dietmar I, arzobispo de Salzburgo, príncipe Sieghard, 19 condes, obispos y 3 abades mueren en la batalla, junto con la mayoría de los soldados. Esta batalla se considera la conclusión de la conquista húngara. |                        | Después de la conquista húngara |
| 907     | Julio-agosto | Los húngaros asaltan Baviera, provocan grandes destrucciones y ocupan muchas ciudades, en su camino a casa, derrotando a un ejército bávaro en Lengenfeld. La frontera entre Hungría y Baviera se fija en el río Enns. |                        | Después de la conquista húngara |
| 908     | | Los húngaros atacan Turingia y Sajonia, y el 3 de agosto derrotan en la batalla de Eisenach al ejército de Burcardo, duque de Turingia. Burcardo, Egino, duque de Turingia y Rodolfo I, obispo de Würzburg, mueren en la batalla. |                        | Después de la conquista húngara |
| 909     | Primavera | Las tropas húngaras atacan Baviera y Suabia. |                        | Después de la conquista húngara |
| 909     | 4 de agosto | Queman las dos iglesias de Freising en Baviera. |                        | Después de la conquista húngara |
| 909     | 11 de agosto | Los húngaros que regresan son derrotados en Pockingpor los bávaros liderados por Arnulfo de Baviera. |                        | Después de la conquista húngara |
| 910     | 12 de junio | Los húngaros aplastan al ejército germano del rey Luis el Niño en la primera batalla de Augsburgo, encabezada por el conde Gozbert de Alemannia. El comandante y Managolt, conde de Alemannia mueren en la batalla. |                        | Después de la conquista húngara |
| 910     | 22 de junio | El mismo ejército húngaro entra en Franconia y derrota a un ejército unido de los ducados de Franconia, Lotaringia y Baviera en la batalla de Rednitz. El comandante germano Gebhard, duque de Lorena y Liudger, conde de Ladengau mueren en la batalla. |                        | Después de la conquista húngara |
| 910     | El rey Luis el Niño pide la paz y comienza a pagar tributo. | |                        | Después de la conquista húngara |
| 910     | Los húngaros que regresan saquean las afueras de Ratisbona, saquean Altaich y Osterhofen, pero una de sus unidades montadas menores es derrotada por Arnulfo de Baviera en Neuching. | |                        | Después de la conquista húngara |
| 911     | | Las tropas húngaras cruzan Baviera y atacan Suabia y Franconia. Saquean los territorios desde Meinfeld hasta Aargau. Después de eso, cruzan el Rin y atacan Burgundía por primera vez. |                        | Después de la conquista húngara |
| 912     | | Los húngaros atacan Franconia y Turingia para obligar al nuevo rey de Francia Oriental, Conrado I de Alemania a pagarles tributo. |                        | Después de la conquista húngara |
| 913     | | Incursión húngara a Baviera, Suabia y el norte de Burgundia. A su regreso, se enfrentan al ejército combinado de Arnulfo de Baviera, Erchanger I, duque de Suabia, los duques Udalrich y Berchtold, que los derrotan en Batalla de Inn en Aschbach por Inn. |                        | Después de la conquista húngara |
| 914     | | El duque Arnulfo de Baviera y su familia se ven obligados a huir a Hungría por el rey Conrado I de Alemania. Los húngaros le prometen ayudarlo a recuperar su trono. |                        | Después de la conquista húngara |
| 915     | | Un ejército húngaro devasta Suabia y luego Franconia. Una de sus unidades de saqueo ataca el monasterio de Fulda, pero son repelidos, queman la abadía de Corvey, saquean el monasterio St. Ida en Herzfeld. En Sajonia los húngaros saquean Valun, luego queman Bremen, y tras derrotar a un ejército sajón en Eresburg, llegan a la frontera danesa. |                        | Después de la conquista húngara |
| 916     | | Un ejército húngaro ayuda a Arnulfo de Baviera, en su primer ataque, fallido, para recuperar su ducado. |                        | Después de la conquista húngara |
| 917     | 21 de enero | Los húngaros saquean y queman Basilea, y luego invaden el ducado de Alsacia |                        | Después de la conquista húngara |
| 917     | Febrero | Entran en Lotaringia, destruyen Verdun, queman Moyenmoutier y los monasterios de Saint-Dié-des-Vosges y Remiremont. |                        | Después de la conquista húngara |
| 917     | Con la ayuda de los húngaros, Arnulfo de Baviera vuelve a recuperar su reino de las fuerzas de Conrado I de Alemania. Después de eso se convierte en un fiel aliado de los húngaros, rindiéndoles tributo, así como a su vecino, Burcardo II, duque de Suabia.                                                                                 | |                        | Después de la conquista húngara |
| 917     | Las tropas húngaras ayudan a Simeón I de Bulgaria a derrotar a los bizantinos en la gran batalla de Aqueloo. | |                        | Después de la conquista húngara |
| 919-920 | | Después de la elección de Enrique el Pajarero como nuevo rey de Francia Oriental, un ejército húngaro entra en Germania, y derrota a las fuerzas de Enrique en la batalla de Puchen, luego se dirige hacia el Oeste. |                        | Después de la conquista húngara |
| 919-920 | El ejército húngaro entra en Lotaringia y Francia. El rey Carlos el Simple no puede reunir suficientes fuerzas para enfrentarlos en una batalla, se retira y les permite saquear su reino. | |                        | Después de la conquista húngara |
| 919-920 | Principios de 920 | El mismo ejército húngaro entra desde el oeste en Burgundia, luego en Lombardía, y derrota a las fuerzas de Rodolfo II de Borgoña, que atacó a Berengario I de Italia, aliado del Principado de Hungría. Después de eso, los magiares saquean los alrededores de esas ciudades italianas, que creen que apoyaron a Rodolfo: Bergamo, Piacenza y Nogara. |                        | Después de la conquista húngara |
| 921-922 | 921 | Un ejército húngaro dirigido por Dursac y Bogát, entra en el norte de Italia y luego aniquila, entre Brescia y Verona, a las fuerzas de los partidarios italianos de Rodolfo II de Borgoña, matando al palatino Odelrik, y tomando como cautivo a Gislebert, el conde de Bérgamo. |                        | Después de la conquista húngara |
| 921-922 | Este ejército se dirige hacia el sur de Italia, donde pasa el invierno, y en enero de 922 saquea las regiones entre Roma y Nápoles. | |                        | Después de la conquista húngara |
| 921-922 | 4 de febrero | El ejército magiar ataca Apulia en el sur de Italia, gobernada por los bizantinos. |                        | Después de la conquista húngara |
| 924     | Primavera | Campaña en Italia y sur de Francia. Rodolfo II de Borgoña es elegido por los insurgentes italianos eligen a Rodolfo II de Borgoña como rey de Italia en Pavía. El emperador Berengario I de Italia pide ayuda a los húngaros, quienes luego envían un ejército dirigido por Szalárd, que quema Pavia y las galeras de guerra a orillas del río Ticino. |                        | Después de la conquista húngara |
| 924     | 7 de abril | Cuando el emperador Berengario es asesinado en Verona, los húngaros se dirigen hacia Borgoña. Rodolfo II de Borgoña y Hugo de Arles intentan rodearlos en los pasos de los Alpes, pero los húngaros escapan de la emboscada y atacan Gothia y las afueras de Nîmes. Regresan a casa porque se desata una plaga entre ellos. |                        | Después de la conquista húngara |
| 924     | Campaña en Sajonia. Otro ejército húngaro saquea Sajonia. El rey germano Enrique el Pajarero se retira al castillo de Werla. Un noble húngaro cae por accidente en manos de los germanos. KEl rey Enrique aprovecha esta oportunidad para negociar con los húngaros, pidiendo la paz y aceptando rendir tributo al Principado de Hungría.      | |                        | Después de la conquista húngara |
| 926     | 1-8 de mayo | Las tropas húngaras entran en Suabia, mientras los aliados del nuevo rey italiano, Hugo de Italia, asedian Augsburgo, y luego ocupan la abadía de San Galo, donde perdonan la vida al monje Heribaldo, cuyos relatos dan una descripción detallada sobre sus tradiciones y forma de vida. Desde la abadía envían unidades menores para reconocer y saquear los alrededores. Una de sus unidades mata a santa Viborada que vivía como anacoreta en un bosque cercano. |                        | Después de la conquista húngara |
| 926     | Después del 8 de mayo | Los magiares asedian Constanza, queman sus suburbios, luego se dirigen hacia el oeste en dirección a Schaffhausen y Basilea. Una de sus unidades es derrotada por los lugareños en Säckingen a orillas del Rin. El ejército húngaro cruza el Rin con algunos barcos capturados en Alsacia, y derrota a las tropas del conde Liutfred. Luego, siguiendo el Rin, se dirigieron hacia el norte, saquearon los alrededores de Voncq, llegaron a las costas del océano Atlántico, y luego se dirigieron a casa vía Reims. De camino a casa, renuevan la alianza con Arnulfo de Baviera. |                        | Después de la conquista húngara |
| 926     | 29 de julio | Los húngaros destruyen Oberkirchen. |                        | Después de la conquista húngara |
| 927     | | Las tropas húngaras son convocadas por el rey Hugo de Italia para ayudar al margrave Pedro a recuperar su poder en Roma, contra el papa Juan X, que logran. Durante y después de estos eventos, saquean Toscana y Apulia, toman muchos prisioneros y ocupan las ciudades de Oria y Tarento. |                        | Después de la conquista húngara |
| 931     | | Un ejército húngaro incendia la ciudad italiana de Piacenza. |                        | Después de la conquista húngara |
| 933     | Principios de marzo | debido a que el rey germano Enrique el Pajarero se negó a seguir pagando tributo al Principado de Hungría, un ejército magiar entra en Sajonia. Entran desde las tierras de la tribu eslava de dalamancianos, que rechazan su propuesta de alianza, luego los húngaros se dividen en dos, pero pronto el ejército que intenta flanquear Sajonia desde el oeste, es derrotado por las fuerzas combinadas de Sajonia y Turingia cerca de Gotha. |                        | Después de la conquista húngara |
| 933     | 15 de marzo | El otro ejército asedia Merseburgo, pero después de eso, es derrotado en la batalla de Riade por el ejército de los reyes. |                        | Después de la conquista húngara |
| 934     | | Un ejército húngaro hace incursiones al oeste en los alrededores de Metz en Lotaringia. |                        | Después de la conquista húngara |
| 934     | Balcanes: estalla la guerra entre los húngaros y los pechenegos, pero se concluye la paz tras la noticia de un ataque búlgaro contra sus territorios, procedente de la ciudad de W.l.n.d.r (probablemente Belgrado). Los húngaros y los pechenegos deciden atacar esa ciudad.                                                                  | |                        | Después de la conquista húngara |
| 934     | Abril | El ejército húngaro-pechenego derrota, en la batalla de W.l.n.d.r, a las fuerzas bizantino-búlgaras de relevo, luego conquistan la ciudad y la saquean durante tres días. |                        | Después de la conquista húngara |
| 934     | Mayo-junio | Los aliados saquean Bulgaria, luego se dirigen hacia Constantinopla, donde acampan durante 40 días, y saquean la Thema de Tracia, llevándose a muchos cautivos. El Imperio bizantino concluye un tratado de paz con los húngaros, rescata a los cautivos y acepta pagar tributo al Principado de Hungría. |                        | Después de la conquista húngara |
| 935     | | Incursión húngara en Aquitania y Bourges. Regresan a casa en Borgoña y el norte de Italia, donde saquean los alrededores de Brescia. |                        | Después de la conquista húngara |
| 936-937 | Fin de 936 | Los húngaros, con el objetivo de obligar al nuevo rey alemán, Otón el Grande,a pagarles tributo, atacan Suabia y Franconia y queman el monasterio de Fulda. Luego entran en Sajonia, pero las fuerzas del nuevo rey los repelen hacia Lotaringia y Francia Occidental. |                        | Después de la conquista húngara |
| 936-937 | 21 de febrero de 937 | Entran en Lotaringia, cruzan el Rin en Worms, y avanzan hacia Namur (hoy Bélgica). |                        | Después de la conquista húngara |
| 936-937 | Los húngaros ocupan la Abadía de San Basolus desde Verzy, que utilizan como cuartel general. Luego envían unidades de saqueo para atacar las abadías de Orbay, Saint Macra de Fîmes, la ciudad de Bouvancourt. | |                        | Después de la conquista húngara |
| 936-937 | 24 de marzo | Llegan a la ciudad de Sens, donde queman la abadía de San Pedro. |                        | Después de la conquista húngara |
| 936-937 | En Orléans luchan contra un ejército francés dirigido por el conde Ebbes de Déols, que resulta herido en la batalla y muere después. Después de esto, los húngaros, siguiendo el curso del Loira, atraviesan toda Francia hasta el océano Atlántico, luego regresan por el Sureste, y de camino a Borgoña, saquean los alrededores de Bourges. | |                        | Después de la conquista húngara |
| 936-937 | Después del 11 de julio | Los húngaros entran en Borgoña cerca de Dijon, hostigan el monasterio de Luxeuil, luego saquean el valle del Ródano, queman la ciudad de Tournus, ocupan los monasterios de San Deicolo y San Marcell, pero fracasan en el Monasterio de San Apolinar. |                        | Después de la conquista húngara |
| 936-937 | Agosto | Continuando con su campaña, los húngaros entran en Lombardía desde el oeste, donde Hugo de Italia les pide que vayan al sur de Italia para ayudar a los bizantinos. Los húngaros saquean los alrededores de Capua, instalan su campamento en los prados de Galliano y envían pequeñas unidades para saquear las regiones de Nápoles, Benevento, Sarno, Nola y Montecassino. La abadía de Montecassino les entrega valiosos objetos valorados en 200 hiperpirones bizantinos para rescatar a los cautivos.                                                                          |                        | Después de la conquista húngara |
| 936-937 | Otoño | Una unidad húngara que regresa a casa es emboscada en las montañas de montes Abruzzos por las fuerzas locales y pierde su botín. |                        | Después de la conquista húngara |
| 938     | Finales de julio | Los húngaros atacan Turingia y Sajonia, acampan en Bode, al norte de las montañas del Harz, y enviaron sus unidades de asalto en todas direcciones. Una de estas unidades es derrotada en Wolfenbüttel, y su líder muere. Otra unidad es engañada por sus guías eslavos en las marismas de Drömling, emboscada y masacrada por los germanos en Belxa. Los húngaros rescatan al líder capturado de esta unidad. |                        | Después de la conquista húngara |
| 938     | Después del 31 de agosto | Al enterarse de estas derrotas, el principal ejército húngaro, acampado en el río Bode, se retira a Hungría. |                        | Después de la conquista húngara |
| 940     | Abril | Las tropas auxiliares húngaras que ayudan a Hugo de Italia en su campaña contra Roma obtienen la victoria en Letrán contra los nobles romanos, pero luego son derrotados por los longobardos. |                        | Después de la conquista húngara |
| 942     | Primavera | Un ejército húngaro entra en Italia, donde el rey Hugo, dándoles 10 fanegas de oro, los persuade de atacar el Califato de Córdoba. |                        | Después de la conquista húngara |
| 942     | Mediados de junio | Llegan a Cataluña, saquean la comarca, luego entran en los territorios del norte del Califato de Córdoba. |                        | Después de la conquista húngara |
| 942     | 23 de junio | Los húngaros sitian Lérida durante 8 días, luego atacan Cerdaña y Huesca. |                        | Después de la conquista húngara |
| 942     | 26 de junio | Los húngaros capturan a Yahya ibn Muhammad ibn al Tawil, el gobernante de Barbastro, y lo mantienen cautivo durante 33 días, hasta que sea rescatado. |                        | Después de la conquista húngara |
| 942     | Julio | Los húngaros se encuentran en territorio desértico y se quedan sin comida y agua. Matan a su guía italiano y regresan a casa. Cinco soldados húngaros son hechos prisioneros por los cordobeses y se convierten en guardaespaldas del califa. |                        | Después de la conquista húngara |
| 943     | | Balcanes: Aliado con la Rus de Kiev, un ejército húngaro ataca el Imperio bizantino. El emperador Romanos I Lekapenos compra la paz y acepta pagar un tributo anual a los húngaros. |                        | Después de la conquista húngara |
| 943     | Los húngaros que atacan Baviera son derrotados en la batalla de Wels por Bertoldo, duque de Baviera y los carantanianos. | |                        | Después de la conquista húngara |
| 947     | | Un ejército húngaro, dirigido por el príncipe Taksony, hace campaña en Italia, dirigiéndose hacia el sur en la costa este de la península. Asedia Larino, y llega a Otranto, saqueando Apulia durante 3 meses. |                        | Después de la conquista húngara |
| 948     | | Dos ejércitos húngaros atacan Baviera y Karintia. Uno de ellos es derrotado en Flozzun en Nordgau por Enrique I, duque de Baviera. |                        | Después de la conquista húngara |
| 949     | 9 de agosto | os húngaros derrotan a los bávaros en Laa. |                        | Después de la conquista húngara |
| 950     | | Enrique I, duque de Baviera ataca el oeste de Hungría, toma cautivos y saquea. |                        | Después de la conquista húngara |
| 951     | Primavera | Los húngaros, cruzando Lombardia, atacan Aquitania. |                        | Después de la conquista húngara |
| 951     | 20 de noviembre | Los húngaros que regresan son derrotados por los germanos, que mientras tanto habían conquistado el Reino de Italia. |                        | Después de la conquista húngara |
| 954     | | Los príncipes alemanes se rebelan contra Otón el Grande, y se alían con los húngaros, que en febrero envía un ejército liderado por Bulcsú para ayudarlos. El ejército magiar saquea los dominios de los aliados de Otto en Baviera, Suabia y Franconia. |                        | Después de la conquista húngara |
| 954     | 1 de marzo | Los húngaros cruzan el Rin, acampan en Worms en la capital de su aliado, Conrado de Lorena, tluego, el 19 de marzo, se dirigen hacia el oeste, atacando los dominios de los duques enemigos, Bruno el Grande, arzobispo de Colonia, luego conde Ragenarius, cruzando los ríos Mosela y Mosa. |                        | Después de la conquista húngara |
| 954     | Los húngaros saquean las regiones de Hesbaye y Carbonaria en la Bélgica actual, saquean y queman el monasterio de San Lambert de Hainaut, saquean el monasterio de Moorsel, y saquean las ciudades de Gembloux y Tournai. | |                        | Después de la conquista húngara |
| 954     | 2 de abril | Sitian la abadía de Lobbes, pero los monjes defienden el monasterio. Sin embargo, los húngaros queman la iglesia de San Pablo y se llevan los tesoros de la abadía. |                        | Después de la conquista húngara |
| 954     | 6-10 de abril | Los húngaros sitian la ciudad de Cambrai, queman sus suburbios, pero no pueden conquistar la ciudad. Uno de los familiares de Bulcsú es asesinado por los defensores. Se niegan a devolver su cuerpo a los húngaros, que a cambio matan a todos sus cautivos y queman el monasterio de Saint Géry cerca de Cambrai. |                        | Después de la conquista húngara |
| 954     | Después del 6 de abril | Los húngaros cruzan la frontera francesa, saqueando los alrededores de Laon, Reims, Chalon, Metz, Gorze. Después de eso, regresan a casa a través de Burgundia y el norte de Italia. |                        | Después de la conquista húngara |
| 954     | En Provenza, el ejército húngaro luchó con los árabes del enclave musulmán de Fraxinet, cuando Conrado I de Borgoña cayó sobre ellos por sorpresa y derrotó a los dos ejércitos combatientess. | |                        | Después de la conquista húngara |
| 955     | Mediados de julio | Llamado por los insurgentes bávaros y sajones, un ejército húngaro dirigido por Bulcsú, Lehel, Sur y Taksony irrumpe en Germania, saqueando Baviera, luego entra en Suabia y quema muchos monasterios. |                        | Después de la conquista húngara |
| 955     | Principios de agosto | los húngaros comienzan a sitiar Augsburgo. |                        | Después de la conquista húngara |
| 955     | 10 de agosto | El ejército alemán de Otón el Grande derrota al ejército húngaro y lo pone en fuga, en la batalla de Lechfeld. A pesar de la victoria, las pérdidas germanas fueron cuantiosas, entre ellas muchos nobles: Conrado de Lorena, conde Dietpald, Ulrich conde de Aargau, el conde bávaro Berthold, etc. |                        | Después de la conquista húngara |
| 955     | 10-11 de agosto | los germanos capturan a Bulcsú, Lehel y Sur. Muchos húngaros mueren durante el combate, asesinados por los germanos. |                        | Después de la conquista húngara |
| 955     | 15 de agosto | Bulcsú, Lehel y Sur son ahorcados en Ratisbona. Fin de las invasiones húngaras hacia Occidente. |                        | Después de la conquista húngara |
| 959     | Abril-mayo | Debido a que en 957 los bizantinos dejaron de pagar tributos, un ejército húngaro, liderado por Apor, ataca el imperio, saquea sus territorios hasta Constantinopla, pero en su camino de regreso, es derrotado por los bizantinos en un ataque nocturno. |                        | Después de la conquista húngara |
| 961     | | Un ejército húngaro ataca las themas de Tracia y Macedonia, pero es derrotado, en un ataque nocturno, por el ejército bizantino. |                        | Después de la conquista húngara |
| 966     | | Los húngaros atacan al Primer Imperio Búlgaro, y obligan al zar Pedro I de Bulgaria a concluir la paz con ellos y dejarlos cruzar a Bizancio. |                        | Después de la conquista húngara |
| 968     | | Un ejército húngaro ataca el Imperio bizantino y se divide en dos grupos. Cerca de Salónica, un grupo de 300 hombres toma 500 cautivos griegos y los lleva a Hungría. El otro grupo de ejército de 200 hombres es emboscado por los bizantinos que toman a 40 de ellos como cautivos. Se convierten en guardaespaldas del emperador Nicéforos II Focas. |                        | Después de la conquista húngara |
| 970     | | Sviatoslav I de Kiev ataca el imperio bizantino con tropas auxiliares húngaras. Los bizantinos derrotan al ejército de Sviatoslav en la batalla de Arcadiópolis. Fin de las invasiones húngaras de Europa. |                        | Después de la conquista húngara |